# Млачівка
Мла́чівка — село в Україні, у Поліській селищній територіальній громаді Вишгородського району Київської області. Населення становить 463 осіб. 

## Історія
19 липня 2020 року, в результаті адміністративно-територіальної реформи та ліквідації Поліського району, село увійшло до складу новоутвореного Вишгородського району. 
З лютого по квітень 2022 року село було окуповане російськими військами внаслідок вторгнення 2022 року.

## Населення

### Мова
Розподіл населення за рідною мовою за даними перепису 2001 року:
| Мова       | Кількість | Відсоток |
| ---------- | --------- | -------- |
| українська | 445       | 96.11%   |
| російська  | 18        | 3.89%    |
| Усього     | 463       | 100%     |